# Upper Atmosphere Research Satellite
Der Upper Atmosphere Research Satellite (UARS) war ein US-amerikanischer Erdbeobachtungssatellit. Er wurde am 12. September 1991 mit dem Space Shuttle Discovery (STS-48) gestartet und am 15. September ausgesetzt. Der Satellit kostete 750 Millionen US-Dollar. Der Wiedereintritt in die Erdatmosphäre erfolgte am 24. September 2011.

## Aufbau und Ziele
Die NASA begann die Planungen für einen Forschungssatellit für die mittlere und obere Atmosphäre im Jahr 1979. UARS wurde von der Astro-Space Division von General Electric gebaut. Bei einer Masse von 5900 Kilogramm ist der Satellit 10,7 Meter lang und 4,6 Meter breit. Die zehn wissenschaftlichen Instrumente sollten die Konzentration und Verteilung von wichtigen Gasen (wie Kohlenstoffdioxid, Ozon, Chlor, Methan, Stickoxide, Fluorchlorkohlenwasserstoffe) in der oberen Atmosphäre (Stratosphäre, Mesosphäre und Thermosphäre) messen, um die chemischen Abläufe besser zu verstehen. Zum Beispiel wollten die Forscher wissen, welchen Einfluss der Mensch und seine Technik auf die empfindliche Ozonschicht haben. Daneben sollte festgestellt werden, welche Rolle die obere Atmosphäre bei der Klimaveränderung spielt. Außerdem wurde die Dynamik der oberen Atmosphäre sowie die atmosphärischen Wasser- und Energiezyklen erforscht.
Die Mission war äußerst erfolgreich und lieferte über 14 Jahre wertvolle Daten, die in mehreren hundert wissenschaftlichen Abhandlungen ausgewertet wurden.

## Instrumente
An Bord von UARS waren folgende Messinstrumente:
- Improved Stratospheric and Mesospheric Sounder (ISAMS), ein Infrarot-Radiometer zur Messung der thermischen Emission der Erde am Horizont zu beiden Seiten des Satelliten.
- Microwave Limb Sounder (MLS), zur Bestimmung der natürlichen Mikrowellenemission der Erde. Dadurch konnte ein vertikales Höhenprofil der Erdatmosphäre vom Boden bis zu 90 km Höhe erstellt werden. Erfasst wurden Temperatur und Druck sowie die Konzentration von Wasserdampf, Schwefeldioxid, Chloroxid, Salpetersäure und Ozon.
- Halogen Occultation Experiment (HALOE), nutzte vier Infrarot-Wellenlängen, um die vertikale Verteilung von Ozon, Chlorwasserstoff, Fluorwasserstoff, Methan, Wasserdampf, Stickstoffmonoxid und Stickstoffdioxid in der Atmosphäre zu messen.
- High Resolution Doppler Imager (HRDI), beobachtete die Emissions- und Absorptionslinien von molekularem Sauerstoff über dem Horizont der Erde. Die Dopplerverschiebung der Linien ließ Rückschlüsse auf die Windgeschwindigkeiten zu.
- Wind Imaging Interferometer (WIND II) untersuchte Airglow und Polarlichter. Hierzu wurden zwei Interferometer verwendet, die im Winkel von 45° und 135° zur Flugrichtung ausgerichtet waren. Somit war es möglich, das gleiche Medium kurz nacheinander aus zwei unterschiedlichen Richtungen zu betrachten.
- Solar-stellar Irradiance Comparison Experiment (SOLSTICE), zur Messung der Ultraviolettstrahlung von Sonne und Sternen im Bereich zwischen 119 und 420 nm. Zur Kalibrierung wurde regelmäßig die bekannte Strahlung von bestimmten blauen Sternen gemessen.
- Solar Ultraviolet Spectral Irradiance Monitor (SUSIM), zur Messung der Ultraviolettstrahlung der Sonne, wobei direkte und durch die Atmosphäre gedämpfte Einstrahlung verglichen wurden. Das Instrument enthielt zwei identische Spektrometer, wovon eines nur selten verwendet wurde. Damit konnte der Qualitätsverlust des anderen überprüft werden.
- Particle Environment Monitor (PEM) zur Messung von Röntgenstrahlung, Ionen und des Magnetfelds in der Atmosphäre.
- Active Cavity Radiometer Irradiance Monitor (ACRIM II), das Nachfolgegerät des Messinstruments, das zwischen 1980 und 1989 bei der Solar Maximum Mission im Einsatz war. Es bestimmte die Menge der Solarenergie, die die Erde erreicht und lieferte hierbei Daten für Langzeituntersuchungen zur Klimaveränderung.
- Cryogenic Limb Array Etalon Spectrometer (CLAES), ein Spektrometer zur Bestimmung der Konzentration und Verteilung von Stickstoff- und Chlorverbindungen, Ozon, Wasserdampf und Methan in der Erdatmosphäre.

## Missionsverlauf
Die Raumfähre Discovery startete am 12. September 1991 vom Kennedy Space Center zur Mission STS-48. Am 15. September setzen die Astronauten den Satelliten mit dem Greifarm des Orbiters aus. Die meisten Instrumente nahmen die Arbeit sofort auf, nur ISAMS wurde erst später eingeschaltet, nachdem die Ausgasung abgeklungen war.
Im Juni 1992 traten Probleme mit der Nachführung der Solarzellen auf. Während das Problem analysiert und behoben wurde, wurden die Instrumente zwei Wochen abgeschaltet. Ab Juli 1992 lieferte ISAMS keine Daten mehr. Ursprünglich sollte der Satellit nur bis Frühling 1993 in Betrieb bleiben, die Mission übertraf jedoch die Erwartungen und wurde verlängert, solange die Instrumente noch arbeiteten, wobei CLAES wie geplant im April 1993 die Arbeit einstellte. Im März 1995 versagte die Nachführung der Solarzellen endgültig, so dass den Instrumenten weniger elektrische Leistung zur Verfügung stand. Weitere Einbußen mussten ab Juni 1997 hingenommen werden, als eine der drei Batterien defekt wurde. Die Instrumente wurden abwechselnd oder nur bei Sonneneinstrahlung, wenn genügend Energie zur Verfügung stand, betrieben. Ab Oktober 1999 konnte das Bandlaufwerk nicht mehr verwendet werden, und die Datenübertragung musste ohne Zwischenspeicherung über Relais-Satelliten abgewickelt werden. Dadurch konnten noch zwei Drittel der aufgenommenen Daten an die Erde übermittelt werden.
Ursprünglich für eine Lebenszeit von nur 18 Monaten ausgelegt, arbeitete UARS über 14 Jahre lang und wurde am 14. Dezember 2005 aus Kostengründen deaktiviert. Zu diesem Zeitpunkt waren noch sechs der zehn Experimente an Bord funktionsfähig. Die NASA senkte die Umlaufbahn des Satelliten ab, um den Wiedereintritt zu beschleunigen und das Risiko einer Kollision mit einem anderen Satelliten zu verringern.

## Wiedereintritt
Der Wiedereintritt in die Atmosphäre geschah am 24. September 2011 und wurde von großem Medieninteresse begleitet. Schon 2002 hatte die NASA mit der Software ORSAT (Object Reentry Survival Analysis Tool) den Wiedereintritt simuliert und dabei berechnet, dass der Satellit zerbrechen, aber nicht vollständig verglühen würde. Nach den Berechnungen würden 26 Teile mit einer Gesamtmasse von 532 kg die Erdoberfläche erreichen. Die Trümmer würden sich auf einer Strecke von etwa 800 km entlang der Satellitenbahn verteilen.
Am 7. September 2011 gab die NASA bekannt, dass der Satellit Ende September oder Anfang Oktober auf die Erde stürzen würde. Die Wahrscheinlichkeit für einen Todesfall beim Absturz von UARS wurde von der NASA mit 1:3200 angegeben. Nach aktuellen Standards versuchen die NASA und andere Raumfahrtbehörden, das Risiko eines Todesfalles beim Wiedereintritt eines Satelliten auf 1:10.000 zu halten. Für das Weltraummüll-Komitee IADC war UARS kein Risiko-Objekt, der Wiedereintritt wurde aber für die jährliche Übung verwendet, bei der 12 Raumfahrtagenturen weltweit zusammenarbeiten.
Die Vorhersage für den Absturzzeitpunkt wurde in den folgenden Tagen präziser, jedoch konnte keine genaue Uhrzeit und damit auch kein genauer Absturzort angegeben werden, weil die Abbremsung in der Hochatmosphäre auch von der schwankenden Sonnenaktivität und später von der Lage und Rotationsbewegung des Satelliten beeinflusst wurde.
Nach Angaben im Abschlussbericht der NASA erfolgte der Wiedereintritt in die Atmosphäre am 24. September 2011 um 04:00 Uhr UTC bei 14,1° südlicher Breite und 170,2° westlicher Länge über dem Südpazifik nahe Amerikanisch-Samoa. Das Streufeld der Satellitentrümmer liegt 500 bis 1300 km nordöstlich der Wiedereintrittsstelle, weit entfernt von jeder größeren Landmasse. Die NASA hat keine Kenntnis von Trümmersichtungen aus diesem Gebiet. Über Personen- oder Sachschäden wurde bisher ebenfalls nichts bekannt.